# Anne Willmes
Anne Willmes (* 17. Februar 1978 in Attendorn) ist eine deutsche Fernsehmoderatorin und Journalistin.

## Leben und Wirken
Anne Willmes wurde in Attendorn geboren und wuchs in einem kleinen Ort bei Drolshagen auf. Schon während ihrer dortigen Schulzeit bastelte sie Hörspiele und Radiosendungen und nahm diese auf ihrem Kassettenrekorder auf.
Nach dem Abitur studierte sie an der Westfälischen Wilhelms-Universität in Münster Politikwissenschaften, Germanistik und Philosophie. Ihre Schwerpunkte waren die Bereiche Frauen und Politik sowie Die Darstellung der Politikerinnen in den Medien.
Von 2000 bis 2004 arbeitete sie als freie Mitarbeiterin in der Redaktion des WDR-Studios Siegen im Bereich Hörfunk. Danach absolvierte Willmes bis 2005 ein Programmvolontariat beim WDR in den Bereichen Aktuelle Stunde, WDR 2, Lokalzeit Münsterland und Weltjugendtagsradio. Bis 2006 war sie in der Redaktion Lokalzeit Düsseldorf eingesetzt, von 2007 bis 2016 und seit 2023 moderiert sie die Lokalzeit Südwestfalen.
Willmes moderiert aktuell die Fernsehsendungen Hier und Heute, Wunderschön! sowie Lokalzeitgeschichten. Von 2019 bis zur Einstellung im Dezember 2023 moderierte sie außerdem die Sendung Live nach neun im Ersten.

## Auszeichnungen
- Bremer Fernsehpreis 2017 in der Kategorie „Die beste Moderatorin/Der beste Moderator“
- Ehrensenatorin der Bürgergesellschaft Olpe[1]